# Osiek nad Wisłą (gmina)
Osiek nad Wisłą (od 1868 Obrowo) – dawna gmina wiejska istniejąca w XIX wieku w guberni płockiej. Siedzibą władz gminy był Osiek nad Wisłą (obecnie Osiek).
Za Królestwa Polskiego gmina Osiek nad Wisłą należała do powiatu lipnowskiego w guberni płockiej.
W 1868 roku jednostkę przemianowano na gminę Obrowo (którą przemianowano kolejno w 1929 roku na Czernikowo).
| Data                    | Gmina A               | Gmina B            |
| ----------------------- | --------------------- | ------------------ |
| 17 I 1867               | gmina Osiek nad Wisłą | gmina Dobrzejewice |
| 20 II 1868              | gmina Obrowo          | gmina Dobrzejewice |
| 8 IV 1929 (do 4 X 1954) | gmina Czernikowo      | gmina Dobrzejewice |
| 1 I 1973                | gmina Czernikowo      | gmina Dobrzejewice |
| 6 X 1973                | gmina Czernikowo      | gmina Obrowo       |

Uwaga! Nie mylić gminy Osiek nad Wisłą z istniejącą równolegle w tym samym powiecie gminą Osiek (od 1921 pod nazwą gmina Ligowo)!